# Gouvernement Tymochenko I
Pour les articles homonymes, voir Gouvernement Tymochenko.
Ukraine
Ianoukovytch I Iekhanourov
Le gouvernement Ioulia Tymochenko I est conduit par Ioulia Tymochenko du 4 février au 28 septembre 2005. Il est formé à la suite de la révolution orange, qui secoua le pays après des allégations de fraudes dans le cadre de l'élection présidentielle de 2004, finalement remportée par le pro-occidental Viktor Iouchtchenko.

## Historique

### Formation
Le gouvernement résulte d’une alliance entre :
- la coalition de Ioulia Tymochenko, le Bloc Ioulia Tymochenko, qui détient vingt sièges à la Rada ;
- le parti du président Viktor Iouchtchenko, Notre Ukraine, qui compte une centaine de députés ;
- le Parti socialiste d'Ukraine, qui dispose d'une vingtaine de sièges.

Ainsi en mesure de nommer un nouveau chef de gouvernement, Viktor Iouchtchenko porte son choix sur Ioulia Tymochenko, issu des forces coalisées de la révolution orange. Le 4 février 2005, le président signe le décret portant nomination de Tymochenko au poste du Premier ministre, la candidature de celle-ci ayant reçu le soutien de 373 députés de la Rada.
Du lendemain du début du mandat présidentiel de Iouchtchenko, le 24 janvier, jusqu'à l’approbation de la Rada, Ioulia Tymochenko occupait la fonction de Premier ministre par intérim.

### Dissolution
Après une série de démissions à la suite de tensions à l'intérieur du gouvernement concernant des mesures de privatisations, le président Viktor Iouchtchenko limoge Tymochenko de son poste de Premier ministre le 8 septembre 2005.
Iouriï Iekhanourov est nommé Premier ministre par intérim.

## Composition
| Fonction                                                                      | Titulaire | Titulaire                               | Parti |
| ----------------------------------------------------------------------------- | --------- | --------------------------------------- | ----- |
| Premier ministre                                                              |           | Ioulia Tymochenko (jusqu'au 08/09/2005) | VOB   |
| Premier ministre                                                              |           | Iouriï Iekhanourov a.i.                 | NSNU  |
| Premier vice-Premier ministre                                                 |           | Anatoli Kinakh                          | PPPU  |
| Second vice-Premier ministre chargé de la Réforme administrative territoriale |           | Roman Bezsmertny                        | BNU   |
| Troisième vice-Premier ministre chargé de l'Intégration européenne            |           | Oleh Rybatchouk                         | BNU   |
| Quatrième vice-Premier ministre Chargé des Affaires humanitaires              |           | Mykola Tomenko                          | BNU   |
| Ministre de l'Intérieur                                                       |           | Iouri Loutsenko                         | SPU   |
| Ministre de l'Économie                                                        |           | Serhi Teriokhine                        | BNU   |
| Ministre de des Affaires étrangères                                           |           | Borys Tarassiouk                        | BNU   |
| Ministre de la Politique agricole                                             |           | Oleksandr Baranovsky                    | SPU   |
| Ministre de la Culture et des Arts                                            |           | Oksana Bilozir                          | BNU   |
| Ministre de la Défense                                                        |           | Anatolii Hrytsenko                      | BNU   |
| Ministre des Situations d'urgence                                             |           | Davyd Jvania                            | BNU   |
| Ministre de l'Environnement                                                   |           | Pavlo Ihnatenko                         | BNU   |
| Ministre des Finances                                                         |           | Viktor Pynzenyk                         | BNU   |
| Ministre du Pétrole et de l'Énergie                                           |           | Ivan Platchkov                          | Sans  |
| Ministre de la Santé                                                          |           | Mykola Polichtchouk                     | Sans  |
| Ministre de la Politique industrielle                                         |           | Volodymyr Novytsky                      | BNU   |
| Ministre de la Politique sociale et du travail                                |           | Viatcheslav Kyrylenko                   | BNU   |
| Ministre des Sciences et de l'Éducation                                       |           | Stanislav Nikolaïenko                   | SPU   |
| Ministre des Transports et Communications                                     |           | Ievhen Tchervonenko                     | BNU   |
| Ministre de la Famille, l'Enfance et la Jeunesse                              |           | Iouri Pavlenko                          | BNU   |
| Ministre de la Justice                                                        |           | Roman Zvarytch                          | Sans  |
| Ministre du Conseil des ministres                                             |           | Petro Kroupko                           | Sans  |